# Zenobio Vitarelli
Zenobio Vitarelli   (1780 - valor desconegut) fou un baix italià.
Va començar a cantar com a baix a la Capella Sixtina de Roma. Després va canviar d'escenari i va actuar principalment en els teatres de Roma. No obstant això, també va aparèixer des del principi a la Scala de Milà. En l'estrena de Rossini El barber de Sevilla, tan memorable com lamentable, va cantar Don Basilio. En aquesta actuació, va caure a l'escenari i va haver de cantar la seva ària La calúmnia amb el nas sagnant. El 25 de gener de 1817 va cantar Alidoro en l'estrena de La Cenerentola de Rossini. Curiosament, hi ha una nota que sorgeix en diverses ocasions que el cantant Zenobio Vitarelli era conegut com l'home amb "un mal d'ull".